# Halmopota hutchinsoni
Halmopota hutchinsoni är en tvåvingeart som beskrevs av Cresson 1934. Halmopota hutchinsoni ingår i släktet Halmopota och familjen vattenflugor. Inga underarter finns listade i Catalogue of Life.